# 利拉·唐斯
安娜·莉拉·唐丝·桑切斯（Ana Lila Downs Sánchez，1968年9月9日—）是墨西哥音樂家和作曲家，出生在墨西哥瓦哈卡州。她現時居住於墨西哥科約阿坎區和瓦哈卡州，並曾居住於明尼苏达州。她在明尼苏达大学取得人类学学士学位，之后回到了墨西哥，並开始瓦哈卡的俱乐部演唱。她的丈夫是美国萨克斯管演奏家保罗·科恩（Paul Cohen），在她的巡迴表演和专辑中均有和她的丈夫合作。

## 唱片列表（部分）
- 1999年：La Sandunga
- 2000年：Arbol de la Vida
- 2001年：La Linea
- 2004年：Una Sangre
- 2006年：La Cantina
- 2008年：Ojo de Culebra
- 2010年：En Paris Live a FIP
- 2011年：Pecados y Milagros